# Efekt Helsona-Judda
Efekt Helsona-Judda -  zjawisko w psychologicznym postrzeganiu barw przez ludzi, polegające na tym, że w odbiorze odcienie szarych próbek powierzchni o wyrównanej widmowo reflektancji (tj. powierzchni achromatycznych) są zależne od ich jasności przy stałym iluminancie. Postrzegany przez człowieka odcień powierzchni o większej reflektancji przesuwa się w kierunku odcienia iluminanta, natomiast dla ciemniejszych powierzchni odcień ten jest komplementarny (dopełniający) do odcienia iluminanta. Przykładowo, dla iluminanta A, którego odcień jest bardziej żółty od światła dziennego, jaśniejsza próbka będzie powodować wrażenie żółtawego jej zabarwienia, a ciemniejsza niebieskawego.
W uproszczeniu: obiektywnie tak samo szare powierzchnie oświetlone stałym iluminantem wydają się ludziom mieć różne odcienie barwne w zależności od samego iluminanta. Konsekwencją efektu Helsona-Judda jest zależność postrzeganego punktu bieli od jasności.
Efekt Helsona-Judda został opisany przez Harry'ego Helsona w 1938 r., Deane'a B. Judda w 1940 r. oraz Harry'ego Helsona i Waltera C. Michelsa w 1948 r. Początkowo, w 1938 r., Helson opisał zjawisko przesunięcia odcieni w przypadku oświetlania szarej próbki światłem monochromatycznym. Jaśniejsze próbki miały odcień przesunięty w kierunku odcienia źródła światła, w ciemniejsze w kierunku odcienia dopełniającego. Przeprowadzenie eksperymentu dla światła monochromatycznego dowiodło, że efekt można dobrze opisać jako zależny wyłącznie od mocy światła odbitego.
Efekt ten nie jest uwzględniony w wielu stosowanych adaptacjach chromatycznych takich jak np. model Von Kriesa, a także nie został uwzględniony w modelu postrzegania barw CIECAM02.